# Megaselia deltoides
Megaselia deltoides är en tvåvingeart som beskrevs av Borgmeier 1964. Megaselia deltoides ingår i släktet Megaselia och familjen puckelflugor. Inga underarter finns listade i Catalogue of Life.